# Michael Eneramo
Michael Eneramo (Kaduna, 26 de novembro de 1985) é um ex-futebolista nigeriano que atuava como atacante.

## Carreira
Revelado pelo Lobi Stars, Eneramo destacou-se pelo Espérance de Tunis, onde jogou 86 partidas entre 2004 e 2010, com 51 gols marcados - durante o período, foi empretado para USM Alger (Argélia) e Al-Shabab (Arábia Saudita).
Após deixar o Espérance, ficou o restante do ano de 2010 sem clube, voltando à ativa em 2011 pelo Sivasspor, atuando em 90 jogos e fazendo 30 gols em 2 passagens. Na Turquia, defendeu também Beşiktaş, Karabükspor  (empréstimo), İstanbul Başakşehir e Manisaspor, sem sucesso em nenhum clube. Eneramo ainda voltaria a vestir a camisa do Espérance em 2018 depois de uma curta passagem pelo Al-Ettifaq, encerrando a carreira pelo Türk Ocağı Limasol, equipe da República Turca de Chipre do Norte onde atuou em 13 partidas e balançou as redes 6 vezes.

## Carreira internacional
Em 2008, Eneramo cogitou naturalizar-se tunisiano para defender a seleção local, porém foi selecionado para representar a Nigéria pela primeira vez em 2009, fazendo sua estreia em fevereiro do mesmo ano. Contra a Irlanda, fez seu primeiro gol com a camisa das Super Águias. Preterido para a Copa de 2010, o atacante deixou a seleção com 10 partidas e 3 gols.

## Títulos
Espérance de Tunis
- Campeonato Tunisiano: 2008–09, 2009–10 e 2017–18
- Liga dos Campeões Árabes: 2008–09
- Copa dos Campeões do Norte Africano: 2008